# Big Gun
«Big Gun» es una canción de la banda de rock australiano AC/DC. Fue lanzada como sencillo en 1993 y fue elegida para la banda sonora de la película de Arnold Schwarzenegger, El último gran héroe. Más tarde fue lanzada en el álbum recopilatorio de AC/DC de 2009 Backtracks.
El sencillo se convirtió en el primer número uno de la banda en la lista de música rock de la revista Billboard en 1993.
AC/DC sólo ha tocado una vez la canción en vivo en el año 1996 en los ensayos, pero nunca en un concierto oficial a pesar de que es considerado como una de las canciones favoritas de los fanáticos.

## Vídeo musical
El vídeo musical, dirigido por David Mallet, comienza con AC/DC tocando en un escenario. Luego aparece Schwarzenegger rompiendo una puerta de entrada al concierto y se mezcla con el público.
Momentos después camina entre la multitud y se sube al escenario a observar detenidamente a cada miembro de la banda y en ese momento Angus le lanza su gorra hacia él. Cuando Schwarzenegger se pone la gorra, su ropa se transforma en el uniforme escolar de Angus y aparece junto a una guitarra modelo Gibson SG. Además aparecen algunas escenas de la película Last Action Hero durante el video.
A continuación, Schwarzenegger comienza a realizar algunos de los pasos de Angus en el vídeo, incluyendo una escena en la que Angus Young en realidad sube en la espalda Schwarzenegger y pasea por el escenario sobre sus hombros sin dejar de tocar sus acordes de guitarra. El video también
cuenta con un joven Shavo Odadjian, bajista de la banda de metal estadounidense de origen armenio System of a Down.
El video fue similar al de "You Could Be Mine" (lanzado para promover Terminator 2), donde Schwarzenegger participó en el mismo con Guns N' Roses.
El video fue lanzado en el DVD recopilatorio Family Jewels Disc 3 en 2009. No se publicó en el disco original de Family Jewels ya que contiene escenas de la película y por lo tanto tenía problemas de derechos de autor.
Además de su lanzamiento mundial en la banda sonora de Last Action Hero, la canción se puede encontrar en iTunes con el resto de la banda sonora.

## Lista de canciones
Sencillo (Estados Unidos)
1. «Big Gun» (Angus Young, Malcolm Young) – 4:25
2. «For Those About to Rock (We Salute You)»* (Brian Johnson, Young, Young) – 6:42
3. «Shoot to Thrill»** (Johnson, Young, Young) – 5:45

Sencillo (Reino Unido)
1. «Big Gun» (Young, Young) – 4:25
2. «Back in Black»* (Johnson, Young, Young) – 4:26
3. «For Those About to Rock (We Salute You)»* (Johnson, Young, Young) – 6:42

* En vivo en Moscú.

## Posición en las listas
| Año  | País           | Lista                                                            | Posición |
| ---- | -------------- | ---------------------------------------------------------------- | -------- |
| 1993 | Alemania       | Singles Chart                                                    | 20       |
| 1993 | Australia      | ARIA Singles Chart                                               | 19       |
| 1993 | Austria        | Singles Chart                                                    | 23       |
| 1993 | Bélgica        | Ultratop Singles Top 50                                          | 35       |
| 1993 | Estados Unidos | Billboard Hot 100                                                | 65       |
| 1993 | Estados Unidos | Hot Mainstream Rock Tracks                                       | 1        |
| 1993 | Francia        | Singles Chart                                                    | 14       |
| 1993 | Holanda        | Singles Chart                                                    | 18       |
| 1993 | Irlanda        | Irish Singles Chart                                              | 14       |
| 1993 | Noruega        | Singles Chart                                                    | 8        |
| 1993 | Nueva Zelanda  | NZ Singles Chart                                                 | 3        |
| 1993 | Reino Unido    | UK Singles Chart                                                 | 23       |
| 1993 | Suecia         | Singles Chart                                                    | 11       |
| 1993 | Suiza          | Swiss Singles Chart«ultratop.be - AC_DC - Big Gun». Hung Medien. | 5        |

### Sucesión en listas
| Anterior: «Plush» de Stone Temple Pilots | Mainstream Rock Tracks — Sencillo Nro 1 3 de julio de 1993 — 16 de julio de 1993 | Siguiente: «Cryin'» de Aerosmith |

## Personal
- Angus Young – guitarra líder
- Malcolm Young – guitarra rítmica
- Brian Johnson – voz
- Cliff Williams – bajo
- Phil Rudd – batería

Esta canción fue la última en la que participó el baterista Chris Slade, antes de dejar AC/DC para permitir el regreso de Phil Rudd un año después.